# Carretera de Nebraska 47
La Carretera de Nebraska 47, y abreviada NE 47 (en inglés: Nebraska Highway 47) es una carretera estatal estadounidense ubicada en el estado de Nebraska. La carretera inicia en el Sur desde la Segmento del Sur NE 89  oeste de Wilsonville - Segmento del Norte NE 23  este de Farnam hacia el Norte en la Segmento del Sur US 6  , US 34  en Cambridge - Segmento del Norte NE 40  sur de Arnold. La carretera tiene una longitud de 83,9 km (52.14 mi).

## Mantenimiento
Al igual que las autopistas interestatales, y las rutas federales y el resto de carreteras estatales, la Carretera de Nebraska 47 es administrada y mantenida por el Departamento de Carreteras de Nebraska por sus siglas en inglés NDOR.

## Cruces
La Carretera de Nebraska 47 es atravesada principalmente por la Segmento del Norte  I 80  en Gothenburg
 US 30  en Gothenburg.